# Graphium morania
The White Lady or Small White-lady Swordtail (Graphium morania) là một loài bướm thuộc họ Papilionidae, found in southern Africa.
Sải cánh dài 50–55 mm in males and 55–60 mm in females. Fight period is quanh năm, peaking in tháng 11 and February.
The larva feed on Uvaria caffra, Artabotrys spp., Hexalobus monopetalus, Artabotrys brachypetalus, Artabotrys monteiroae, and Annona senegalensis.

## Hình ảnh

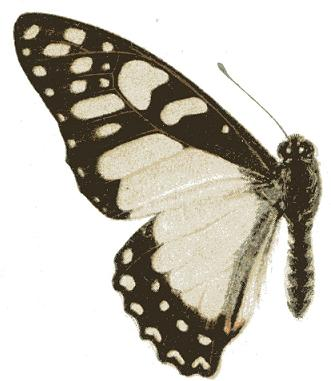
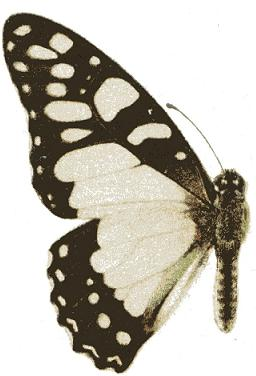
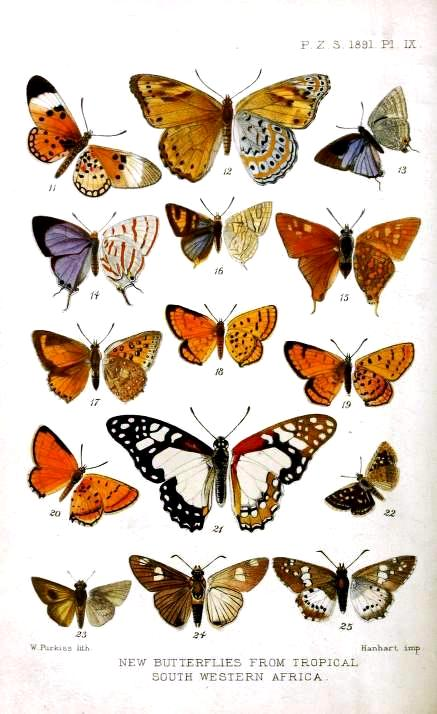
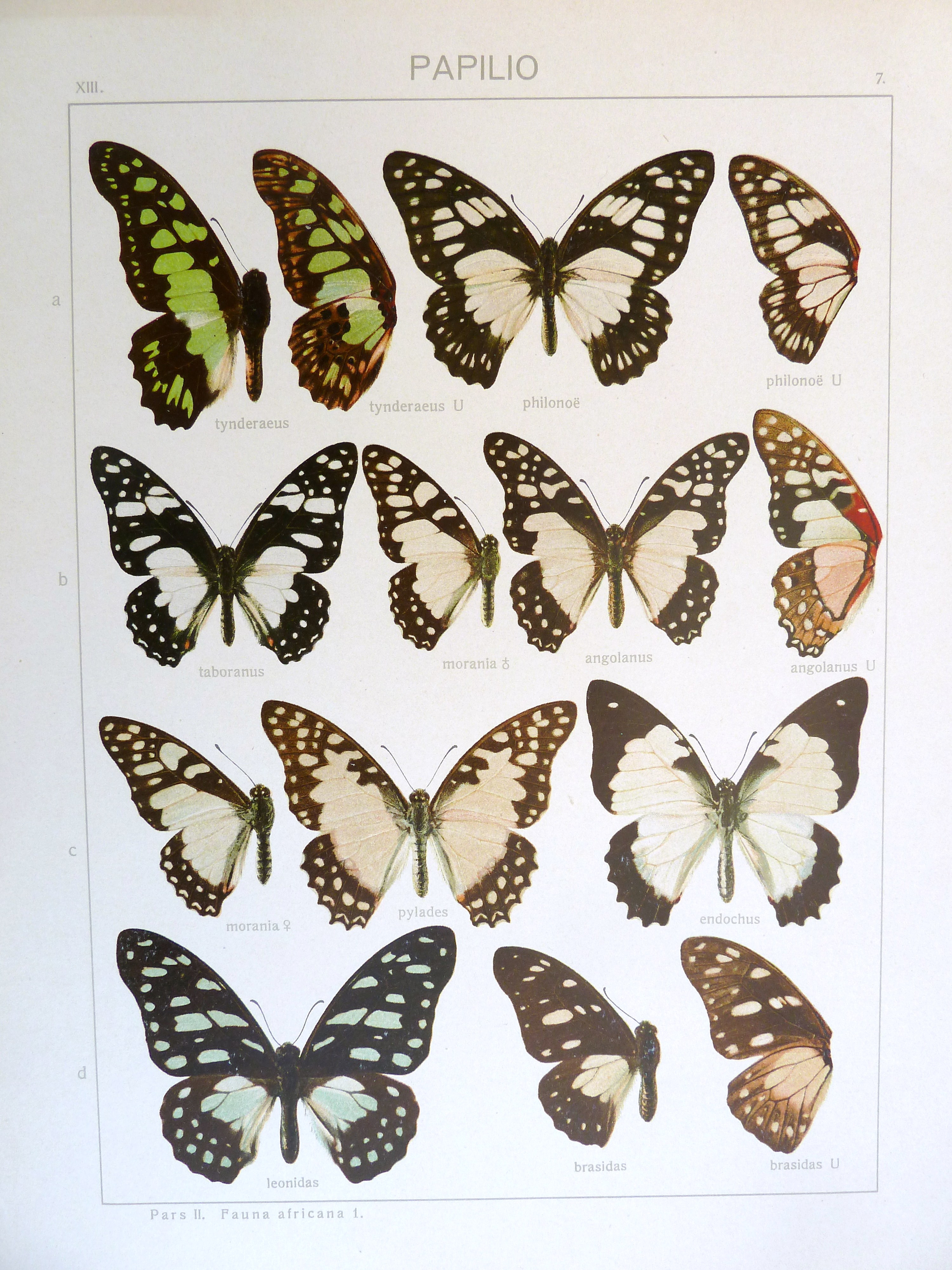